# Федотовка (Московская область)
Федотовка — деревня в Серпуховском районе Московской области. Входит в состав Липицкого сельского поселения (до 29 ноября 2006 года входила в состав Балковского сельского округа).

## Население
| 2002 | 2006 | 2010 |
| ---- | ---- | ---- |
| 4    | ↘2   | →2   |

## География
Федотовка расположена примерно в 32 км (по шоссе) на юго-восток от Серпухова, у истока безымянного притока реки Незнайки (левый приток Восьмы), высота центра деревни над уровнем моря — 204 м. На 2016 год в деревне зарегистрировано 2 садовых товарищества.